# 达格玛·克斯滕
达格玛·克斯滕（德語：Dagmar Kersten，1970年10月28日—），德国女子竞技体操运动员。她曾代表东德参加1988年夏季奥林匹克运动会体操比赛，获得女子高低杠银牌和女子团体全能铜牌。